# Ah ! Quelle gare !
Pour plus de détails, voir Fiche technique et Distribution.
Ah ! Quelle gare ! est un film français réalisé en 1932 par René Guissart,  sorti en 1933.

## Fiche technique
- Titre d'origine : Ah ! Quelle gare !
- Titres secondaires : Ça roule / Pétoche / Il est... le chef de gare / Il est cocu le chef de gare
- Réalisation : René Guissart
- Scénario : d'après la pièce de théâtre Il est cocu, le chef de gare créée par André Mouézy-Eon et Nicolas Nancey
- Photographie : Theodore J. Pahle
- Musique : Raoul Moretti
- Production : Adolph Zukor et Robert-T. Kane
- Société de production : Les Studios Paramount
- Pays :  France
- Format :  Noir et blanc - 1,37:1 - 35 mm - son mono
- Genre : Comédie
- Durée : 65 minutes
- Dates de sortie : 
  - France : 1er septembre 1933
- Affiche : Roger Cartier (France)

## Distribution
- Dranem : Tuvache
- Jeanne Boitel : Hélène
- Milly Mathis : Agrippine
- Armand Lurville : Lescudier de la Trombe
- Georges Cahuzac : Jovignan
- Marcel Carpentier : le marquis de Chalzerac
- Paul Faivre : Torchu
- Suzette O'Nil
- Georges Bever
- Germaine Risse